# Pholidoscelis lineolatus
Pholidoscelis lineolatus (карликова синьохвоста амейва) — вид ящірок родини теїдових (Teiidae). Ендемік острова Гаїті.

## Підвиди
Виділяють шість підвидів:
- Pholidoscelis lineolatus lineolatus (Duméril & Bibron 1839) — центральна частина острова Гаїті;
- Pholidoscelis lineolatus beatensis Noble, 1923 — острів Беата;
- Pholidoscelis lineolatus meracula Schwartz, 1966 — північний захід Домініканської Республіки, острів Кабрас;
- Pholidoscelis lineolatus perplicata Schwartz, 1966 — північний захід Гаїті;
- Pholidoscelis lineolatus privigna Schwartz, 1966 — південь Гаїті (півострів Бараона);
- Pholidoscelis lineolatus semota Schwartz, 1966 — острів Каталіна.

## Поширення і екологія
Карликові синьохвості амейви мешкають в Гаїті і Домініканській Республіці. Вони живуть в сухих тропічних лісах, акацієвих і кактусових заростях, на прибережних дюнах, в саванах та на полях. Зустрічаються на висоті до 535 м над рівнем моря. Живляться яйцями птахів, ящірками, безхребетними та відходами в людських поселеннях. Відкладають яйця.